# Клеменс Венцеслав Саксонский
Клеменс Венцеслав Август Франц Ксавьер Саксонский (нем. Clemens Wenzeslaus August Hubertus Franz Xaver von Sachsen; 28 сентября 1739 — 27 июля 1812) — архиепископ Трира (1768—1801), последний трирский курфюрст.

## Биография
Сын курфюрста Саксонии Фридриха Августа II и Марии Жозефы Австрийской.
С 1768 года архиепископ трирский; принадлежал к просвещеннейшим германским князьям XVIII века, много сделал для улучшения школ в своих владениях, способствовал подъёму Трирского университета, покровительствовал сельскому хозяйству и развитию промышленности. Во время революции он примкнул к европейской коалиции, за что поплатился лишением в 1801 году владений на левом берегу Рейна, а в 1803 году — и части архиепископства на правом берегу Рейна.
Клеменс Венцеслав Саксонский считается автором рецепта крюшона «кальте энте». Большой любитель рислинга, в 1787 году он запретил возделывание в своих виноградниках иных лоз.